# 船入町 (名古屋市)
船入町（ふないりちょう）は、愛知県名古屋市中村区・中区の地名。

## 歴史
当町は清洲越しの町である。清須時代には清洲城の南側に位置し、船杁町の表記もみられるという。
名古屋へは慶長16年に移ったとされ、はじめは船入葭町と称したが、承応年間に元の船入町に戻したという。

### 沿革
- 慶長16年 - 清洲越しにより、名古屋城下町に移転[1]。船入葭町と改称した[1]。
- 元禄15年 - 船入町乾塩魚市場が清水太兵衛により開かれる[1]。
- 慶応3年 - 尾張藩により洋物改所が設置される[1]。取締役に鈴木惣兵衛・白木屋徳右衛門・布屋善右衛門が就いた[1]。
- 1878年（明治11年）12月20日 - 名古屋区成立に伴い、同区船入町となる[2]。
- 1889年（明治22年）10月1日 - 名古屋市成立に伴い、同市船入町となる[2]。
- 1908年（明治41年）4月1日 - 西区成立に伴い、同区船入町となる[2]。
- 1912年（大正元年）9月30日 - 名古屋水産市場が開設される[1]。所在地は4丁目で、運営は名古屋水産市場株式会社によって行われた[3]。取引は名称が示すとおりの鮮魚および塩干魚のほか、果物も扱われた[3]。
- 1937年（昭和12年）10月1日 - 一部が中区に編入され、中区船入町が成立する[2]。
- 1938年（昭和13年）9月1日 - 中区船入町が同区広小路西通に編入され、消滅[2]。
- 1944年（昭和19年）2月11日 - 中村区編入により、同区船入町となる[2]。
- 1977年（昭和52年）10月23日 - 一部が名駅五丁目に編入される[2]。
- 1981年（昭和56年）6月7日 - 名駅南一丁目に編入され、堀川部分を残し廃止[4]。

## 史跡

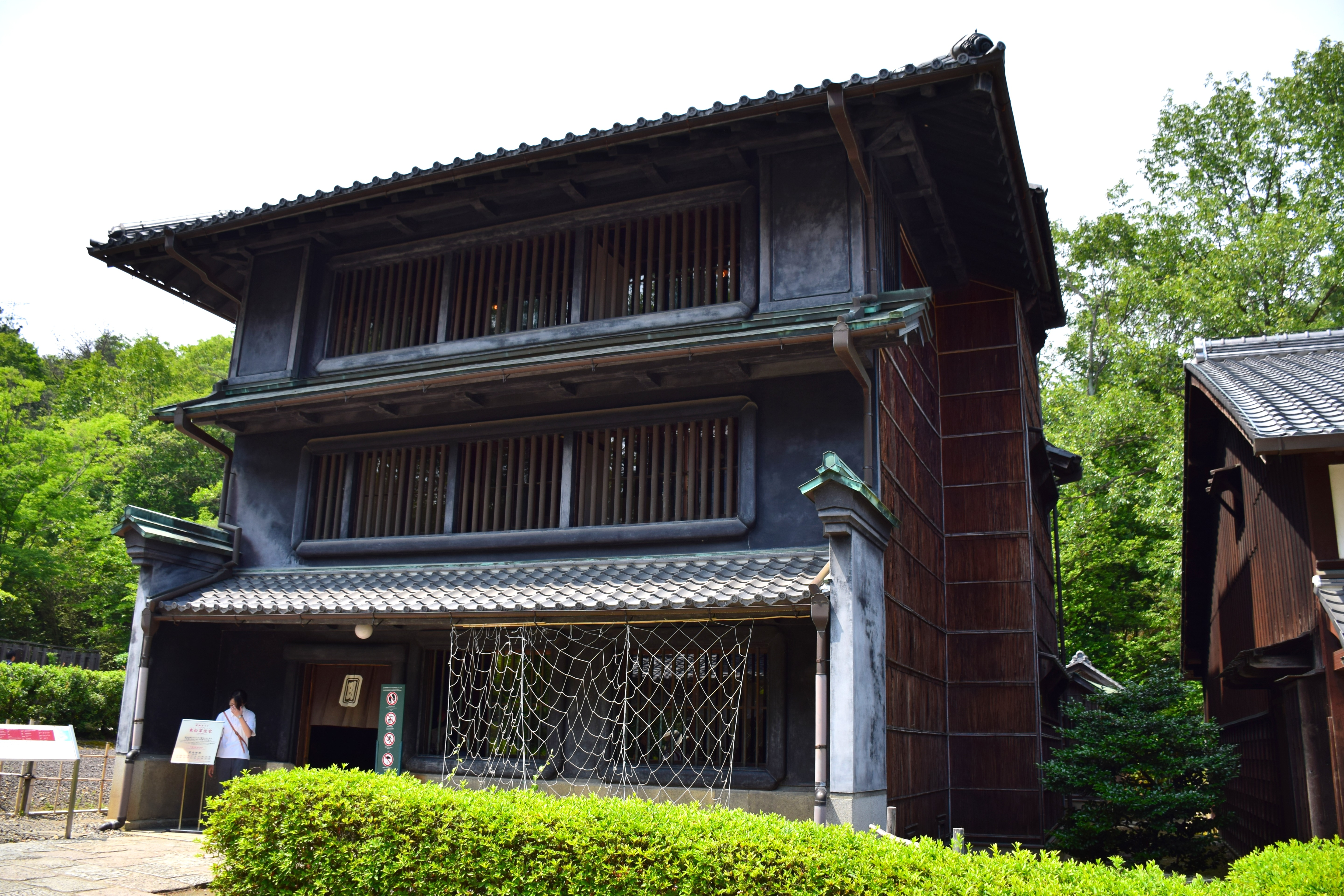
東松家住宅（博物館明治村、2013年3月）

- 東松家住宅（博物館明治村に移築保存されている）[WEB 2]

### WEB
1. ↑  総務省総合通信基盤局電気通信事業部電気通信技術システム課番号企画室 (2014年4月3日). “市外局番の一覧” (PDF).   総務省. p. 7. 2015年5月23日閲覧。
2. ↑  “東松家住宅（重要文化財）”.   博物館明治村. 2017年8月8日閲覧。

### 書籍
1. 1 2 3 4 5 6 7 8 9  「角川日本地名大辞典」編纂委員会 1989, p. 1183.
2. 1 2 3 4 5 6 7  名古屋市計画局 1992, p. 767.
3. 1 2  名古屋市会事務所 1963, p. 184.
4. ↑  名古屋市計画局 1992, pp. 767–768.